# Czarna Klewa
Czarna Klewa (ukr. Чорна Клева, Czorna Kłewa lub Чорна Клива, Czorna Kływa), także Steryszora (1719 m n.p.m.) – szczyt w południowej części Gorganów Środkowych.

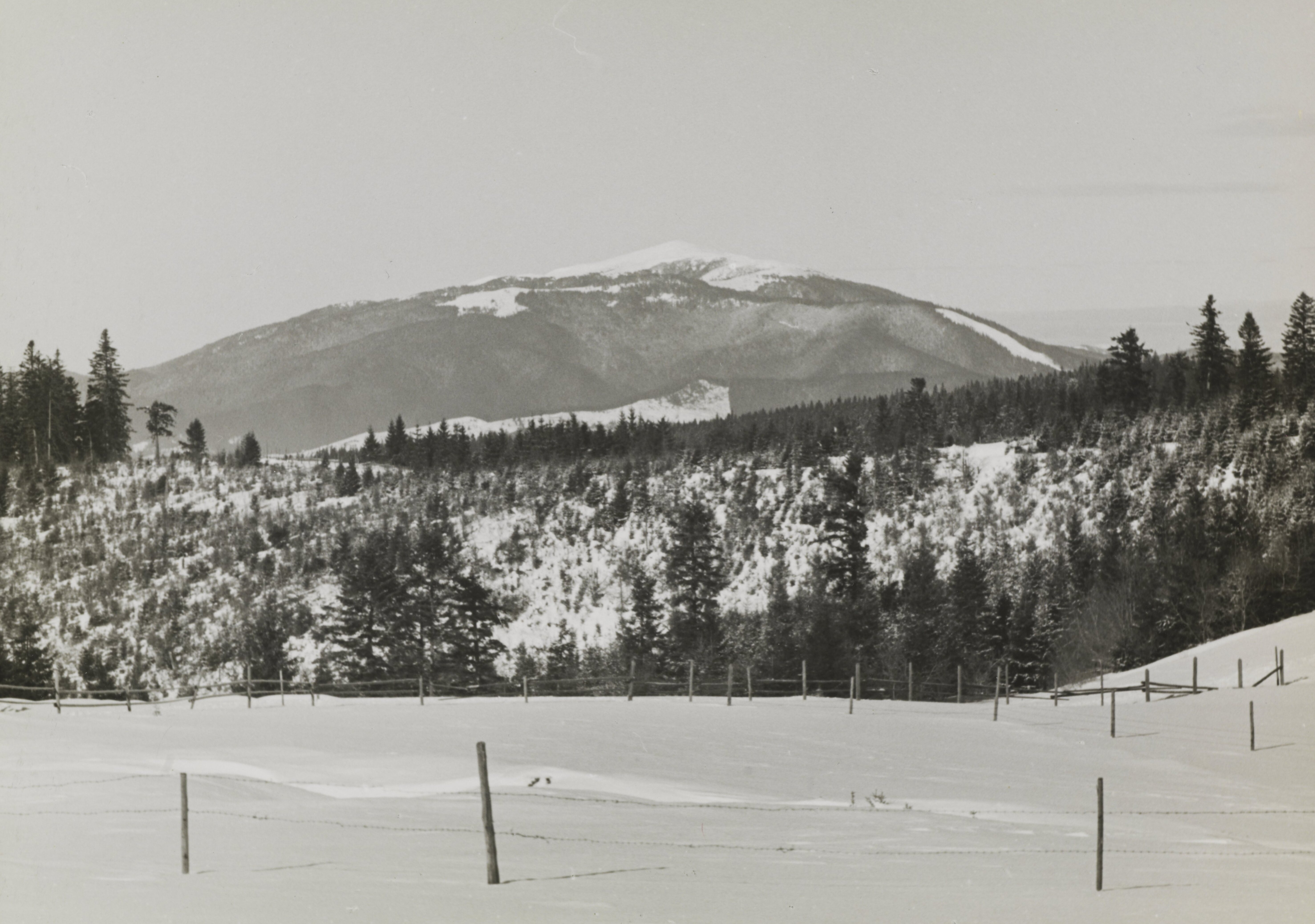
Czarna Klewa w latach 30. XX w.

Czarna Klewa wyróżnia się na tle innych szczytów Połonony Czarnej (pasma Bratkowskiej) swoją wybitnością (207 m) i piramidalnym kształtem. Szczyt jest trudno dostępny z powodu gęstych zarośli kosodrzewiny (z wyjątkiem samego wierzchołka). Współcześnie nie prowadzi przez niego żaden szlak turystyczny. W okresie międzywojennym przebiegał przez nią czechosłowacki szlak niebieski z przełęczy Okole do wsi Mohelki (obecnie Czorna Tysa). Po stronie północnej pod szczytem funkcjonowało schronisko turystyczne PTT.
W okresie międzywojennym nazwa Czarna Klewa przez część autorów uważana była za błędną. W jej miejsce sugerowano używanie wyłącznie nazwy Steryszora.